# ヴァドステーナ修道院

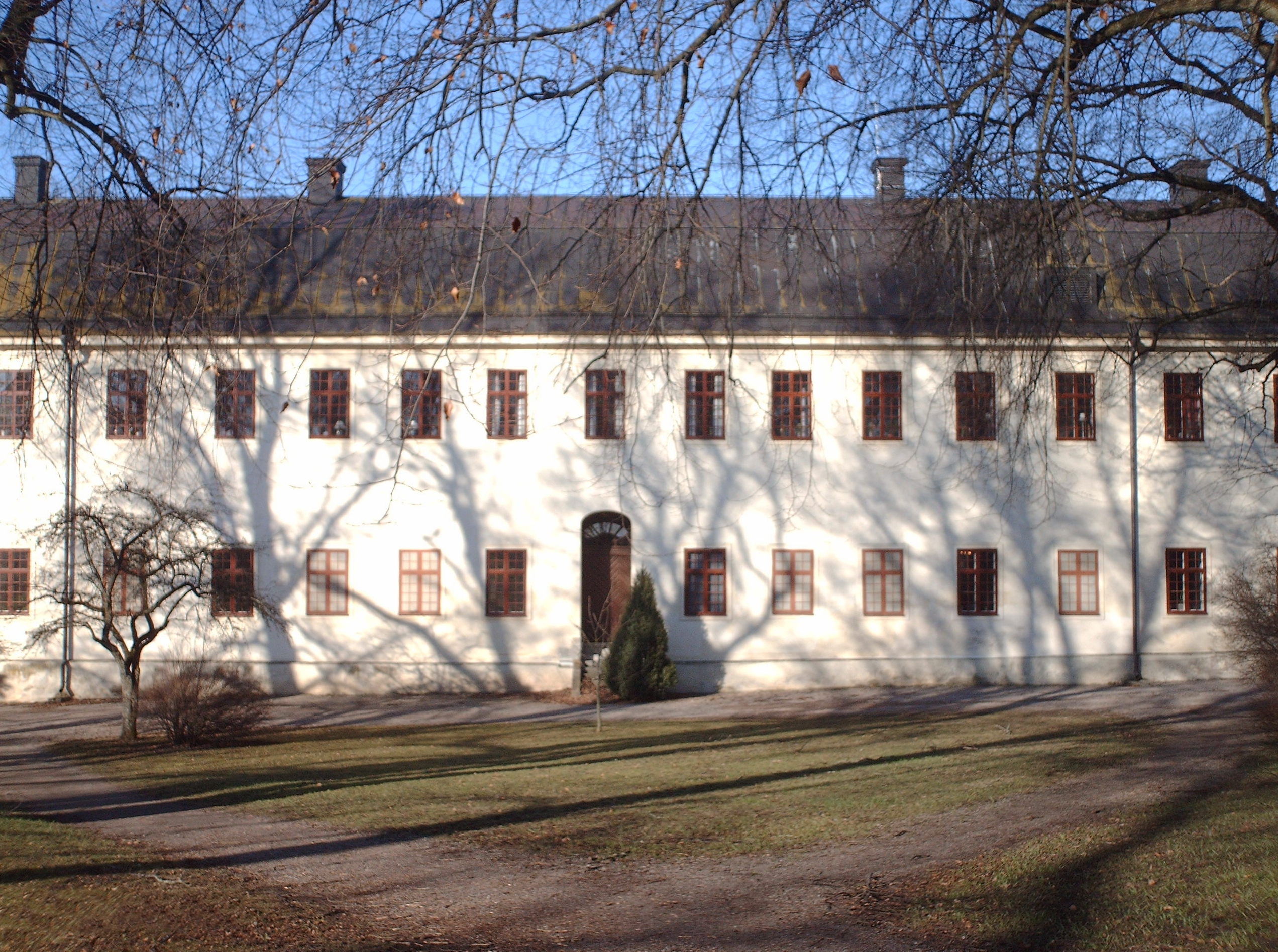
修道院

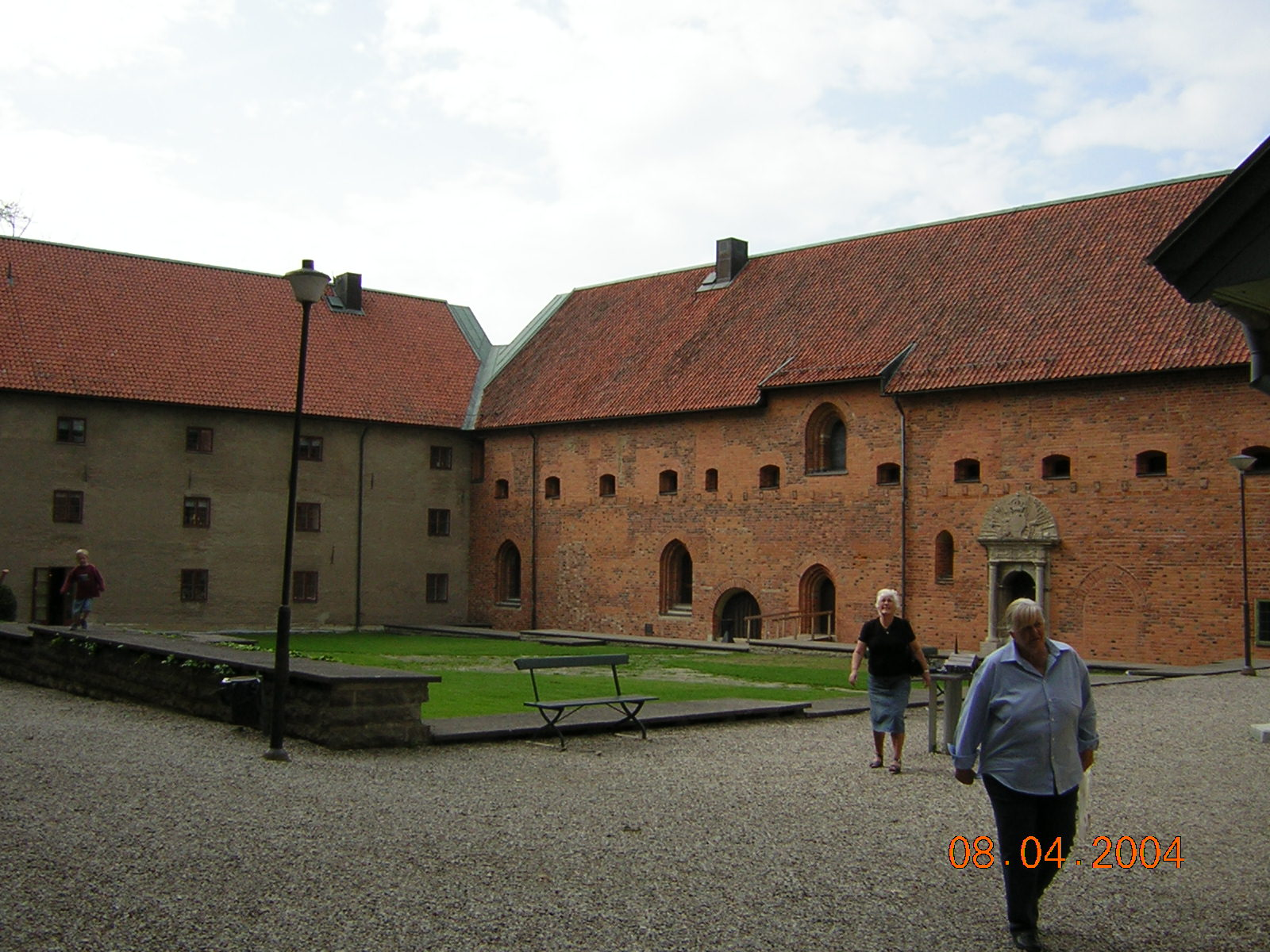
女子修道院中庭

ヴァドステーナ修道院（ヴァドステーナしゅうどういん、スウェーデン語:Vadstena kloster, 羅: Monasterium sanctarum Mariæ Virgìnis et Brigido in Vatzstena, 英: Abbey of Vadstena）は、ビルギッタ会の母体で、スウェーデン・ヴェッテルン湖畔に立つかつての修道院。リンシェーピング大司教座に属した。修道院は王によって与えられた農場の一つとして始まったが、ヴァドステーナ村はその周囲にできた。
修道院は1346年、スウェーデン王マグヌス4世と王妃ブランカの支援を受けた聖ビルギッタによって創建された。王妃は10の農場を与えようと望み、そのうちの一つエステルイェートランド地方のヴァドステーナにビルギッタが修道院を建てた。
ビルギッタの娘カタリナは、1374年に母ビルギッタの聖遺物とともにヴァドステーナへやってきて、数名の見習い修道女とともに聖アウグスチノ修道会の傘下に入った。彼女たちはカタリナを修道院長に選んだ。カタリナは1381年に亡くなり、1384年までに修道院はリンシェーピング司教座の傘下とならなかった。聖ビルギッタが1391年に聖別され、1394年にビルギッタの聖遺物の移転がされると、修道院は非常な栄誉と寄進で潤った。1400年、デンマーク王エーリク7世は、伯母で北欧連合王国の実質的支配者であるマルグレーテ1世によってヴァドステーナで包囲された。
ビルギッタ会は、聖書のスウェーデン語訳や聖人の伝承のスウェーデン語訳の一翼を担った。それらの書物はストックホルムのスヴェンスカ・フォルンスクリフソールスカーペット（Svenska fornskriftsällskapet、旧スウェーデン・テキスト協会）の手でほとんど芸術作品として出版された。これらの作者はヴァドステーナ所属の者たちだと知られ、おそらく1486年に亡くなった尼僧マルガレータ・クラウスドッテルや告解師のニコラウス・ラグヴァルディもそうであったと思われる。ニコラウスが死んだとき、修道院の終焉が近くに迫っていた。1523年のグスタフ・ヴァーサによる略奪にあい、1527年に所有地のほとんどを失った。1540年、本や価値のあるものの大部分が持ち去られた。迫害にあいながらも、小さな共同体は苦闘し続けた。
ヨハン3世時代（1569年 - 1592年）、修道院は修復され裕福になり、教皇特使アントニオ・ポッセヴィーノが1580年に修道院を刷新した。ヨーハン3世はカトリック教徒の王妃カタジナ・ヤギェロンカの影響を受け、十分な寄進を修道院におこない、しばしば訪問していた。
1594年セーデルマンランド公カール（のちのカール9世）が修道院を差し押さえて破壊した。修道院長カタリナ・オロフスドッテルと尼僧の大半は、ダンツィヒ（現在のポーランド・グダニスク）のビルギッタ会修道院へ逃げた。
1595年、エステルイェートランド公マグヌス・ヴァーサ（グスタフ1世の三男）が死ぬと、彼は修道院内教会に埋葬された。彼の石棺は現在も見ることができる。
20世紀初頭、カトリック百科事典は、修道院と院内の個室の数室が精神障害者の養護施設として一部残っているだけだと記している。一般病院は男子修道院のあった場所を占めている。修道院付属教会は今も建っている。そこには聖ビルギッタのわずかな記念物が含まれている。